# ゆめタウン防府
ゆめタウン防府（ゆめタウンほうふ）は山口県防府市にあるショッピングセンターである。1994年（平成6年）に開業した。

## 概要
- 所在地:山口県防府市八王子二丁目8番8号
- 営業時間:9:00 - 21:00

1988年（昭和63年）に「イズミ防府店」として開業。同店の敷地には1983年（昭和58年）まで山口県立中央病院があり、病院の移転後は駐車場になっていた。
現在のゆめタウン防府は、1994年（平成6年）にイズミ防府店の反対側にある土地に4階建ての建物を新築開業したものである。移転後、イズミ防府店の建物は解体され、跡地はゆめタウン防府の駐車場として使われている。
開業後何度か改装を行っており、2005年（平成17年）にはベスト電器が佐波地区から4階に移転開業した。しかし、デオデオ（現・エディオン）防府店の改装による店舗拡大や、コスパ防府店内にヤマダ電機防府店が開業したこともあり、2011年（平成23年）に撤退、結果的に防府市内からベスト電器が撤退することとなった。
立体駐車場が併設されている。毎年8月5日の防府天満宮御誕辰祭花火大会開催時には、営業時間を延長して立体駐車場の屋上を開放している。
イズミ防府店の跡地にある平面駐車場はイベントで使われることが多く、主なものとしてデザインプラザHOFUが主催する「じばさんフェア」が挙げられる。敷地内にテントが張られ、地場産食品の販売が行われる。
4階建ての建物であり、1 - 3階までは中央部が吹き抜けとなっている。かつて中央部の吹き抜けにはベンチやテレビが設置されていたほか、サーティワンアイスクリームが出店していた(サーティワンアイスクリームは2014年11月15日に再開)。

## アクセス
- 防長交通、JRバス中国防長線八王子バス停から徒歩
- JR山陽本線防府駅より徒歩10分